# 石川寛俊
石川寛俊（いしかわ ひろとし、1949年 - ）は、日本の弁護士。
医療訴訟を主に担当している。

## 略歴
- 1949年 奈良県生まれ
- 1973年 京都大学法学部卒業
- 1976年に弁護士登録（大阪弁護士会）
- 日弁連弁護士倫理委員会副委員長、大阪弁護士会弁護士倫理委員会委員長などを歴任。
- 公益財団法人日本医療機能評価機構産科医療補償制度調整委員会委員

## 担当した裁判
- 薬害訴訟
  - スモン
  - 薬害エイズ事件
  - 新三種混合ワクチン
- 医療訴訟
  - 最高裁肝癌見落とし事件
  - 最高裁急性脳症事件
  - 大阪高裁インプラント事件
  - 大淀病院事件

## その他
- 2003年 - 2004年に放送されたフジテレビ系テレビドラマ『白い巨塔』の監修を担当。劇中の裁判の判決文も石川寛俊が執筆している。
- フジテレビ系列のテレビドラマ『コード・ブルー -ドクターヘリ緊急救命-』（2008年7月から9月まで1st season、2010年1月から3月まで2nd seasonを放送）の監修を担当。

## 著書
- 単著
  - 医療と裁判 ISBN 4-00-022140-X 石川寛俊著 岩波書店 2004年
  - 医療裁判 理論と実務 ISBN 978-4535518094 石川寛俊著 日本評論社 2010年
- 監修
  - カルテ改ざん ISBN 978-4916052179 石川寛俊（監修）・医療情報の公開・開示を求める市民の会（編）（神戸）さいろ社 2004年
  - カルテ改ざん PART2「密室の不正との闘い方」ISBN 978-4916052193 石川寛俊（監修）・医療情報の公開・開示を求める市民の会（編）（神戸）さいろ社 2006年
  - 医療被害にあったとき―患者・家族にできることISBN 9784916052209 石川寛俊（監修）・医療情報の公開・開示を求める市民の会（編）（神戸）さいろ社 2007年